# Lochmaeotrochus gardineri
Lochmaeotrochus gardineri är en korallart som beskrevs av Stephen D. Cairns 1999. Lochmaeotrochus gardineri ingår i släktet Lochmaeotrochus och familjen Caryophylliidae. Inga underarter finns listade i Catalogue of Life.